# Marc Silvestri
Marc Silvestri (Palm Beach, 29 de Março de 1958) é um editor, desenhista e criador de história em quadrinhos estadunidense. Marc é o criador de Witchblade, The Darkness e Fhatom. Atualmente atua como CEO da Top Cow Productions.

## Biografia

### Primeiros anos e influências
Marc Silvestri nasceu em 29 de março de 1958 em Palm Beach, Flórida. Silvestri descobriu os quadrinhos pela primeira vez através de seu primo, que era um ávido colecionador. Foi durante essas visitas à casa de seu primo que Silvestri começou a ser fisgado por artistas como Jack Kirby, Bernie Wrightson e John Buscema. Silvestri cita Wrightson, Buscema e Frank Frazetta como suas maiores influências.

## Carreira
Silvestri começou sua carreira desenhando edições para as editoras DC Comics e First Comics. Ganhou fama trabalhando para a Marvel Comics, a quem se juntou no final dos anos de 1980, onde ficou mais conhecido como desenhista da revista dos X-Men, Uncanny X-Men, entre 1987 e 1990. Em seguida, passou dois anos desenhando um spin-off do título, a revista Wolverine.
Em 1992, Silvestri e outros sete artistas da "Casa das Ideias" — a saber, Jim Lee, Whilce Portacio, Rob Liefeld, Erik Larsen, Todd McFarlane e Jim Valentino — se uniram para fundar uma outra editora de quadrinhos, a Image Comics. As disputas entre os sócios da Image levaram Silvestri a deixar a editora em 1996, mas logo depois ele retornou, após a saída de Rob Liefeld da Image Comics.
O lançamento da Image Comics foi um dos pontos altos dos quadrinhos nos anos 90, em termos de publicidade e vendas. Seu título de estreia, Cyberforce, quebrou recordes de vendas e lançou as bases para a fundação do seu próprio selo, Top Cow Production. Silvestri continuou Cyberforce através de vários spin-offs e a posterior criação de Witchblade e The Darkness, estes títulos mostraram o interesse de Silvestri além dos super-heróis, explorando ficção científica, fantasia e terror no mundo dos quadrinhos.
Os sucessos da Top Cow incluíam os títulos Witchblade, The Darkness, Inferno Hellbound (publicação que foi interrompida por razões desconhecidas) e Fathom. Witchblade, a personagem criada por Marc Silvestri, David Wohl, Brian Haberlin e Michael Turner em 1995, também já foi adaptada para mangá, virou anime em 2007 e quase chegou às telonas, numa produção cinematográfica, de 2008, que não deu certo, a adaptação em anime contou com produção executiva de Silvestri.
Em 2004, Silvestri fez um breve retorno, depois de uma ausência dos quadrinhos, à Marvel para desenhar diversas edições da New X-Men, colaborando com o escritor Grant Morrison. Em dezembro do mesmo ano, ele lançou uma nova série mensal ambientada no universo da Top Cow, Hunter-Killer, junto com o escritor Mark Waid.
Ele criou as capas para a minissérie da Marvel Comics, X-Men: Deadly Genesis de Ed Brubaker e Trevor Hairsine.[carece de fontes?]
Em junho de 2006 a Top Cow lança a "Cyberforce" #0 trazendo o talento de Silvestri.[carece de fontes?]
No final de 2007 (cover date de dezembro), ele desenhou o especial X-Men: Messiah Complex (Complexo de Messias), assim como muitas das capas do grande evento que movimentou as maiores séries-X.
Ele continuou seu trabalho na X-Men, desenhando a primeira parte, o especial Utopia #1 do crossover Uncanny X-Men/Dark Avengers em 2009. Em novembro do mesmo ano, a Image Comics lançou o crossover especial Image United, que reúne todos os seus principais personagens e seis dos sete fundadores da editora, Marc compôs a equipe criativa ao lado de Rob Liefeld, Erik Larsen, Todd McFarlane, Whilce Portacio e Jim Valentino, a surpresa da revista ficou pelo fato de que cada personagem foi desenhado por seu respectivo criador.
Em 2012, Silvestri foi um dos vários artistas a ilustrar uma das capas variantes da The Walking Dead #100 de Robert Kirkman, que foi lançada em 11 de junho na convenção de quadrinhos, San Diego Comic-Con.
Em 27 de junho de 2017, o periódico Bleeding Cool, noticiou que Marc Silvestri está desenvolvendo uma HQ, onde o Homem-Morcego terá de trabalhar ao lado de seu grande inimigo, o Coringa. Sem uma data determinada para lançamento, Batman/Joker (título ainda provisório) será uma minissérie em seis capítulos, todos escritos e desenhados por Marc Silvestri.

## Vida pessoal
Silvestri é casado com Bridget Silvestri desde 15 de julho de 2001.
Seu série de TV favorita é Breaking Bad, seus filmes favoritos são Forbidden Planet, Alien e Dr. Strangelove, e segundo o mesmo diz, que ouve downtempo chill music enquanto trabalha e rock alternativo nos outros momentos.

### DC
- Batman Black and White #3 (1996)
- Ghosts #104 (1981)
- House of Mystery #292 (1981)
- The Unexpected #222 (1982)
- Weird War Tales #113 (1982)

### Image/TopCow
- 21 #3 (junto com Billy Tan) (1996)
- Cyberforce #1–4 (minissérie, também chamada de vol. 1) (1992)
- Cyberforce, série regular, #1–7, 9–13, 18 (1993–95)
- Cyberforce Ashcan, edição especial
- Cyblade/Shi: The Battle for Independents #1 (1995)
- Darkness #1–7, 9–12 (1996–97); #75 (2009)
- Hunter-Killer #0–6 (2005–06)
- Image United #1–3 (2009–10)
- Codename: Stryke Force
- "September Mourning"

### Marvel
- Civil War: The Initiative, edição especial (2007)
- Cloak and Dagger #7 (1986)
- King Conan #13–16, 19–29 (1982)
- Dark Avengers/Uncanny X-Men: Utopia #1, edição especial (2009)
- Incredible Hulk, vol. 3, #1–3 (2011)
- Marvel Graphic Novel #17: Revenge of the Living Monolith (1985)
- Master of Kung Fu #119 (1982)
- Star Trek/X-Men, edição especial (junto com outros artistas) (1996)
- New X-Men #151–154 (2004)
- Uncanny X-Men #218, 220–222, 224–227, 229, 230, 232–234, 236, 238–244, 246, 247, 249–251, 253–255, 259–261 (1987–90)
- What If? (Príncipe Submarino) #41 (1983)
- Web of Spider-Man #16–20, 22 (1986–87)
- Wolverine #31–43, 45, 46, 48–50, 52, 53, 55–57 (1990–92)
- X-Factor #8, 12, 54 (1986–90)
- X-Men: Messiah Complex, edição especial (2007)

### Outras editoras
- Warp Special #2 (First Comics, 1984)